# Dmitri Sergejewitsch Juschkewitsch
Dmitri Sergejewitsch Juschkewitsch (russisch Дмитрий Сергеевич Юшкевич; * 19. November 1971 in Tscherepowez) ist ein ehemaliger russischer Eishockeyspieler, der im Laufe seiner Karriere unter anderem für die Philadelphia Flyers, Toronto Maple Leafs, Florida Panthers und Los Angeles Kings in der National Hockey League aktiv war. Seit seinem Karriereende arbeitet Juschkewitsch als Eishockeytrainer.

## Karriere
Zu Beginn seiner Karriere spielte Dimitri Juschkewitsch bei Torpedo Jaroslawl und HK Dynamo Moskau. Beim NHL Entry Draft 1991 wurde er in der sechsten Runde an 122. Stelle durch die Philadelphia Flyers ausgewählt. 1992 wechselte er zu den Flyers in die National Hockey League. Weitere Stationen seiner Karriere in der NHL waren Toronto Maple Leafs, Florida Panthers und Los Angeles Kings. Zur Saison 2003/04 wechselte er wieder nach Russland und spielte für seinen alten Verein Torpedo Jaroslawl, die nächste Saison verbrachte er in seiner Geburtsstadt bei Sewerstal Tscherepowez, doch bereits 2005/06 zog er weiter zu HK Metallurg Magnitogorsk. Die Saison 2006/07 stand er bei SKA Sankt Petersburg unter Vertrag.
Zwischen November 2009 und April 2010 stand er bei Oulun Kärpät aus der SM-liiga unter Vertrag, ehe er seine Karriere beendete.

### International
Am 2. November 1990 debütierte er für das Team der sowjetischen Eishockeynationalmannschaft. Nach dem Zerfall der Sowjetunion war er zuerst Mitglied des Vereinten Teams und danach der russischen Eishockeynationalmannschaft. Seine internationale Karriere wurde mit der Goldmedaille bei den Olympischen Winterspielen 1992 und Silbermedaille 1998 gekrönt. 1992 wurde er als Verdienter Meister des Sports ausgezeichnet.

### Als Trainer

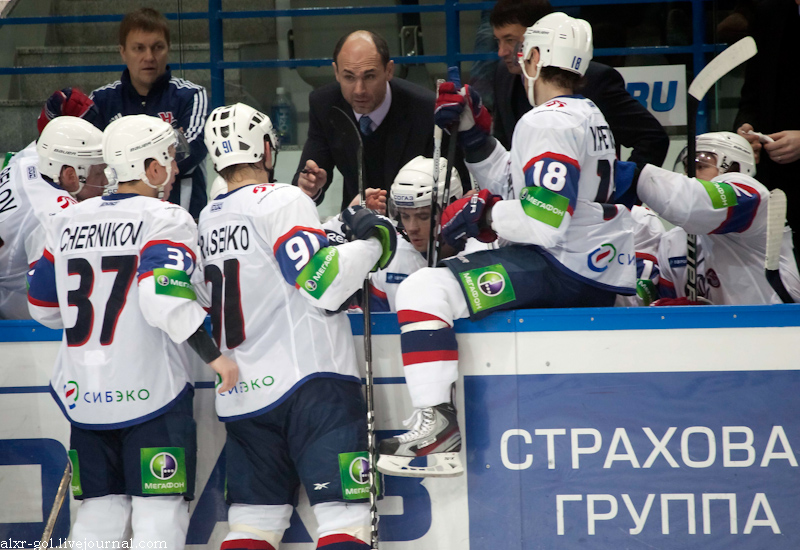
Juschkewitsch (Bildmitte) als Trainer des HK Sibir Nowosibirsk (2011)

Seit seinem Karriereende arbeitet Juschkewitsch als Eishockeytrainer und war zunächst ab 2010 Co-Trainer von Andrei Tarassenko beim HK Sibir Nowosibirsk. Nach ungenügenden Leistungen zu Beginn der Saison 2011/12 wurde Tarassenko entlassen und Juschkewitsch im Dezember 2011 zum Cheftrainer befördert.
Bei der Weltmeisterschaft 2012 betreute er die russische Nationalmannschaft als Assistenztrainer und gewann die Goldmedaille. Anschließend verließ er den HK Sibir und wurde Assistenztrainer von Tom Rowe bei Lokomotive Jaroslawl.
Ab 2014 war Juschkewitsch Cheftrainer beim HK Jugra Chanty-Mansijsk und erhielt von diesem einen Dreijahresvertrag, ehe er Ende Januar 2015 nach einer Niederlagenserie zusammen mit seinen Assistenten entlassen wurde.
Ab Mai 2015 war Juschkewitsch zunächst Assistenztrainer bei Sewerstal Tscherepowez. Nach der Entlassung von Václav Sýkora im Oktober desselben Jahres wurde er zum Cheftrainer befördert.
Zwischen 2017 und 2021 war Juschkewitsch Assistenztrainer beim HK ZSKA Moskau und gewann mit dem ZSKA 2019 den Gagarin-Pokal.

## Erfolge und Auszeichnungen
- 1989 Goldmedaille bei der Junioren-Weltmeisterschaft
- 1989 Goldmedaille bei der Junioren-Europameisterschaft
- 1990 Silbermedaille bei der Junioren-Weltmeisterschaft
- 1991 Silbermedaille bei der Junioren-Weltmeisterschaft
- 1991 All-Star Team bei der Junioren-Weltmeisterschaft
- 1992 GUS-Meister mit dem HK Dynamo Moskau
- 1992 Goldmedaille bei den Olympischen Winterspielen
- 1993 Goldmedaille bei der Weltmeisterschaft
- 1993 Bester Verteidiger der Weltmeisterschaft
- 1998 Silbermedaille bei den Olympischen Winterspielen
- 2000 NHL All-Star Game
- 2012 Goldmedaille bei der Weltmeisterschaft (als Co-Trainer)
- 2019 Gewinn des Gagarin-Pokals mit dem HK ZSKA Moskau (als Co-Trainer)